# Сафаров, Марадона
Марадо́на Сафа́ров (узб. Maradona Safarov; род. 15 января 1994, Кашкадарьинская область) — узбекистанский футболист, нападающий клуба «Заамин».
Воспитанник мубарекского «Машала», до 2014 года играл в молодёжной команде данного клуба, в 2015 году некоторое время выступал за «Машал-2». С весны 2014 года стал привлекаться в основную команду, которая участвует в высшей лиге чемпионата Узбекистана.
Именем Марадона его назвал отец, который является поклонником аргентинского футболиста Диего Марадоны.